# Bolin Chetia
 (mars 2017).
Pour l’article homonyme, voir Chetia.
Bolin Chetia est un homme politique indien du parti Bharatiya Janata (Assam), ancien membre du Congrès national indien. Il est élu membre de l'Assemblée législative d'Assam en 2006, 2011 et 2016.